# Micenas

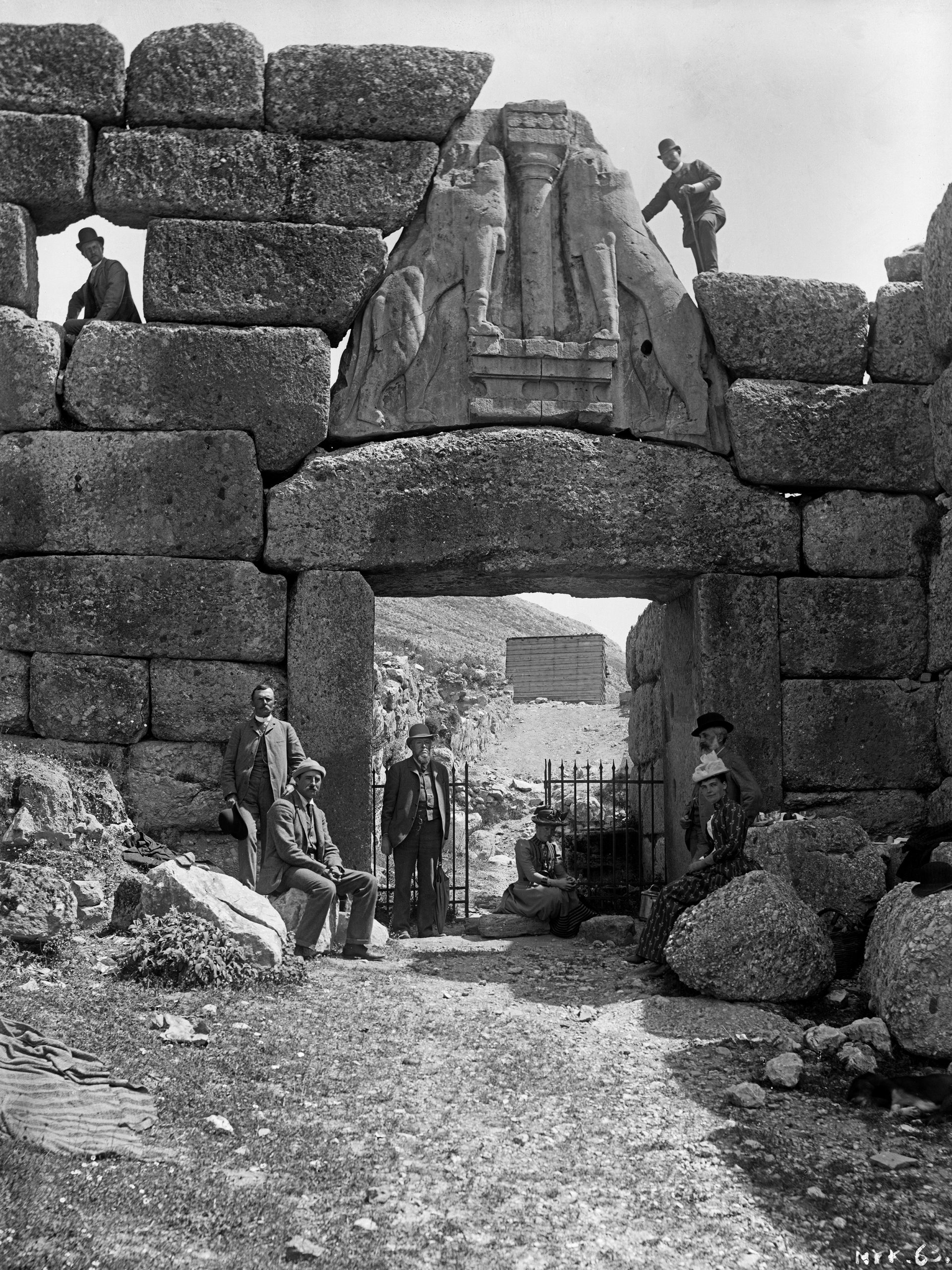
Puerta de los Leones (ca. 1885)

Micenas (en griego antiguo: Μυκῆναι Mykênai) es un yacimiento arqueológico situado en la península del Peloponeso. Se ha utilizado su nombre para denominar al periodo histórico comprendido entre el 1600 y el 1100 a. C. (periodo micénico), puesto que, tras los descubrimientos de Heinrich Schliemann, se pensaba que Micenas ocupaba una posición de liderazgo; sin embargo, otros estudios posteriores indican que probablemente la civilización se componía de una serie de reinos independientes. 
El yacimiento arqueológico está situado a 90 km al sudoeste de Atenas, en el nordeste de la península del Peloponeso, y entre sus restos más visibles se cuentan los muros ciclópeos de las ruinas de la acrópolis y las construcciones funerarias, como el llamado tesoro de Atreo. Fue declarado, junto con el yacimiento arqueológico de Tirinto, Patrimonio de la Humanidad por la Unesco en 1999.

## Mito
Según la mitología griega, Micenas fue fundada por Perseo, a continuación de la muerte accidental de Acrisio, rey de Argos. Cuando la ciudad le retornó legítimamente, Perseo prefirió cederla a Megapentes, sobrino del difunto, y partió a fundar una nueva ciudad que llamó «Micenas», en alusión al pomo de su espada o al hongo que encontró en el lugar. Las tradiciones concurrentes recuerdan una Micene, hija de Ínaco, o incluso de Miceneo, nieto de Foroneo.
Micenas era el reino del héroe homérico Agamenón, jefe de los aqueos durante la guerra de Troya. Homero la describe como querida de Hera y «rica en oro». La riqueza de la ciudad era proverbial en la Antigüedad.

## Historia
Los primeros signos de asentamientos permanentes en Micenas se fechan hacia 3000-2500 a. C. Las primeras viviendas que se han hallado en la zona de Micenas fueron construidas hacia el 3000 a. C., aunque el poblado más importante de la región en aquella época era Lerna, pero quedó abandonado hacia el 2200 a. C. Varios siglos más tarde, en torno a 1900 a. C., los restos de cerámica minia indican que se empezó a producir la llegada de las tribus griegas a la región.
Las tumbas en fosa más antiguas halladas en Micenas suelen fecharse en los siglos xvii-xvi a. C., y se considera que se corresponden con una estructura monárquica que se hallaba ya en Micenas en este periodo, donde se advierte una importante presencia de elementos minoicos.
En fuentes del Antiguo Egipto, Micenas aparece mencionada como perteneciente al país de Danaya, junto a otros lugares griegos como Tebas, Nauplia, Mesenia, Citera y Élide, en una inscripción de la base de una estatua del templo funerario de Amenhotep III.
Entre 1350 y 1200 a. C. se desarrolló la época de mayor prosperidad de Micenas; es de entonces que se conservan el mayor número de restos arqueológicos, entre los que destacan las murallas ciclópeas y el palacio real. Está documentado en Micenas el uso del sistema de escritura conocido como lineal B, y por tanto se hablaba una forma arcaica del griego —el griego micénico—, al igual que en otras ciudades como Pilos, Tebas o Cnoso. Sin embargo, no es posible precisar cuál era la extensión del territorio controlado por Micenas ni determinar si los otros principados estaban o no subordinados a ella. Incluso se discute si la cercana Tirinto era dependiente de Micenas.
Hacia 1200 o 1150 a. C. los testimonios arqueológicos indican que el palacio sufrió una destrucción que supuso el fin de la hegemonía de Micenas. Las causas de este declive son objeto de debate entre los historiadores: tradicionalmente se han atribuido a una supuesta invasión de los dorios, pero también se han manejado otras teorías como la invasión de los Pueblos del Mar, revueltas internas o terremotos. Hacia el año 1100 a. C. la ciudadela sufrió otra destrucción y fue abandonada.
El recuerdo del poder micénico permaneció en la mente de los griegos durante los siguientes siglos y, tras la Edad Oscura, los poemas épicos atribuidos a Homero, la Ilíada y la Odisea, preservaron la memoria del periodo micénico. En ellos se relatan sucesos ocurridos en torno a la guerra de Troya, en que una coalición de principados griegos liderados por el rey Agamenón de Micenas habría atacado y destruido Troya, y que, según la tradición, se habría desarrollado en torno al año 1200 a. C. A pesar de ser coherente con el contexto previo al fin de los palacios micénicos, su realidad histórica no ha sido probada.
A principios del período clásico, Micenas fue habitada de nuevo, aunque no llegó a recuperar su importancia anterior. Micenas luchó en las batallas de Termópilas y Platea, durante las guerras médicas. En 468 a. C., las tropas de Argos, por temor a que los de Micenas les disputasen la supremacía en la región, atacaron la ciudad. Los habitantes de Micenas, tras ser derrotados en una batalla, se refugiaron tras sus muros y resistieron durante un tiempo. Finalmente, ante la superioridad de las fuerzas de los argivos y puesto que no fueron socorridos por los lacedemonios, la población de Micenas, vencida por el hambre, tuvo que abandonar la ciudad. Algunos fueron esclavizados por los argivos y otros pudieron refugiarse en Cleonas, Cerinea o Macedonia.
Posteriormente, en el periodo helenístico hubo una población en Micenas que debió de ser pequeña, pero llegó a contar con un teatro del que quedan restos junto a la llamada «tumba de Clitemnestra». En el siglo ii d. C., cuando la visitó Pausanias, el lugar estaba ya en ruinas.

## Arqueología

### Excavaciones arqueológicas
Las primeras excavaciones en Micenas las realizó el arqueólogo griego Kyriakos Pittakis en 1841, quien encontró y reconstruyó la Puerta de los Leones. En 1874 Heinrich Schliemann llegó al lugar y realizó una excavación más completa con que descubrió el Círculo de tumbas A. El trabajo de Schliemann fue supervisado por Panayotis Stamatakis, que luego realizó más excavaciones en la zona en 1876-1877. Las siguientes campañas de excavaciones fueron realizadas entre 1884 y 1902 por Christos Tsountas. Más tarde fueron la Escuela Británica de Atenas y la Sociedad Arqueológica de Atenas quienes coordinaron otras temporadas de excavaciones. Alan Wace dirigió los trabajos que, entre otros hallazgos, descubrieron la mayoría de las tablillas con inscripciones en lineal B. Paralelamente, en 1951, Ioannis Papadimitriou descubrió el Círculo de tumbas B. Tras la muerte de estos, fueron relevados al frente de las excavaciones por William Taylor y George Mylonas. En 1998 se lanzó un nuevo proyecto arqueológico para Micenas dirigido por el Ministerio de Cultura de Grecia.

### Restos arqueológicos

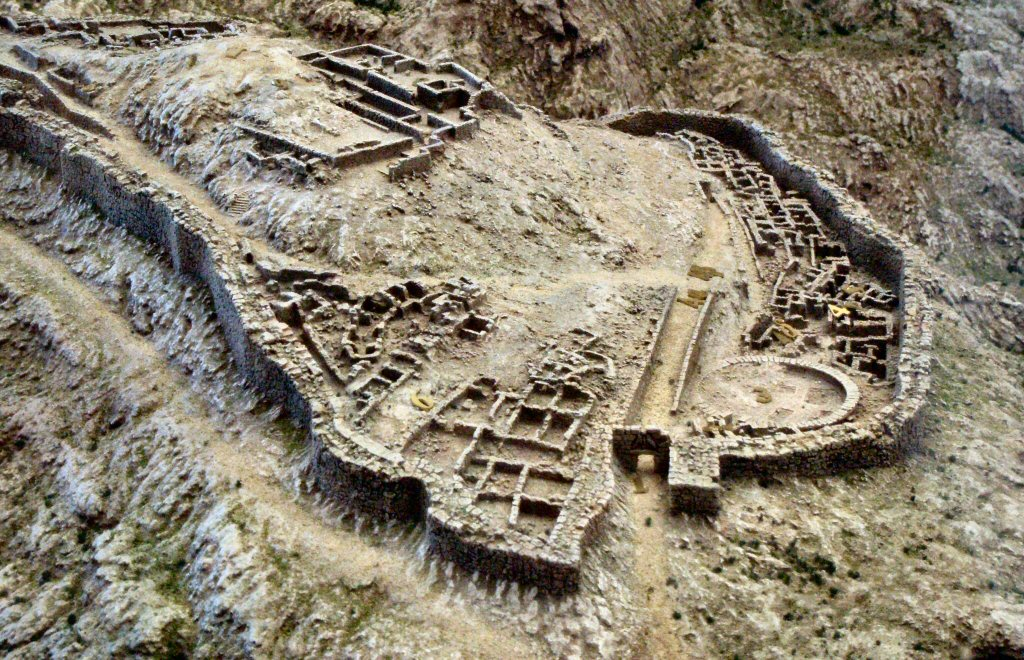
Maqueta de la acrópolis de Micenas

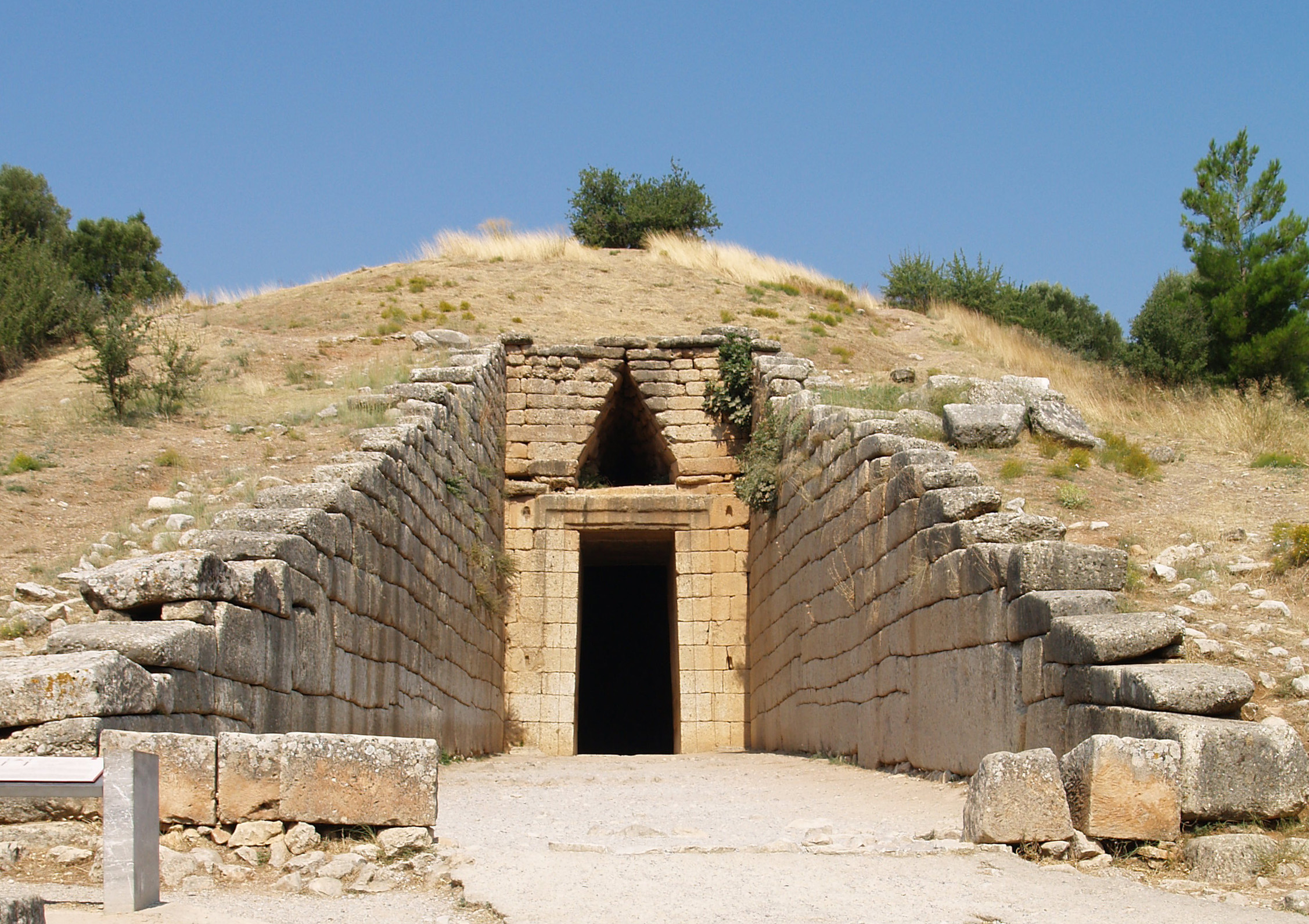
Dromos y puerta del llamado tesoro o tumba de Atreo

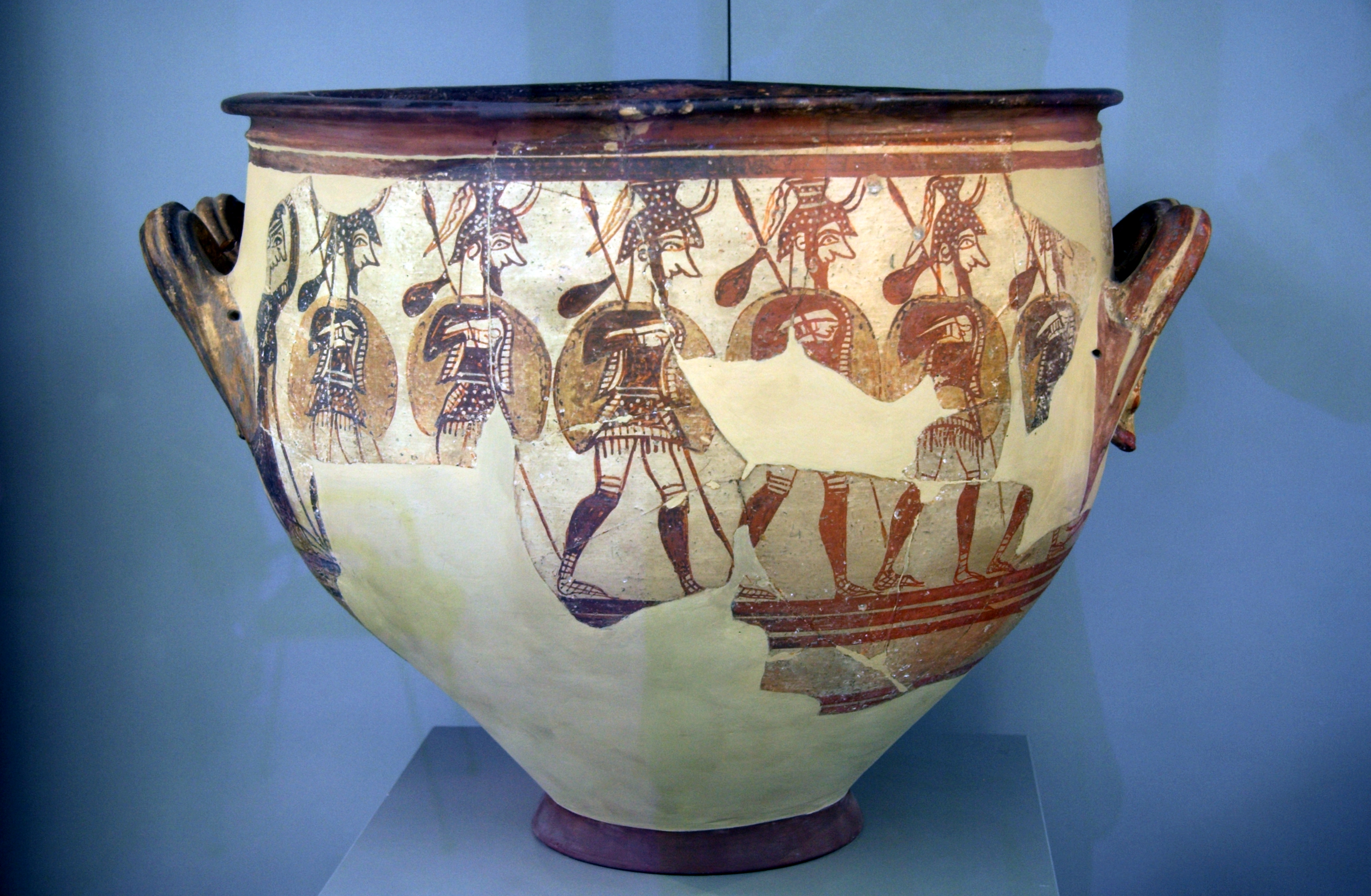
Detalle del vaso de los guerreros, hallado en una casa al sur del Círculo de tumbas A

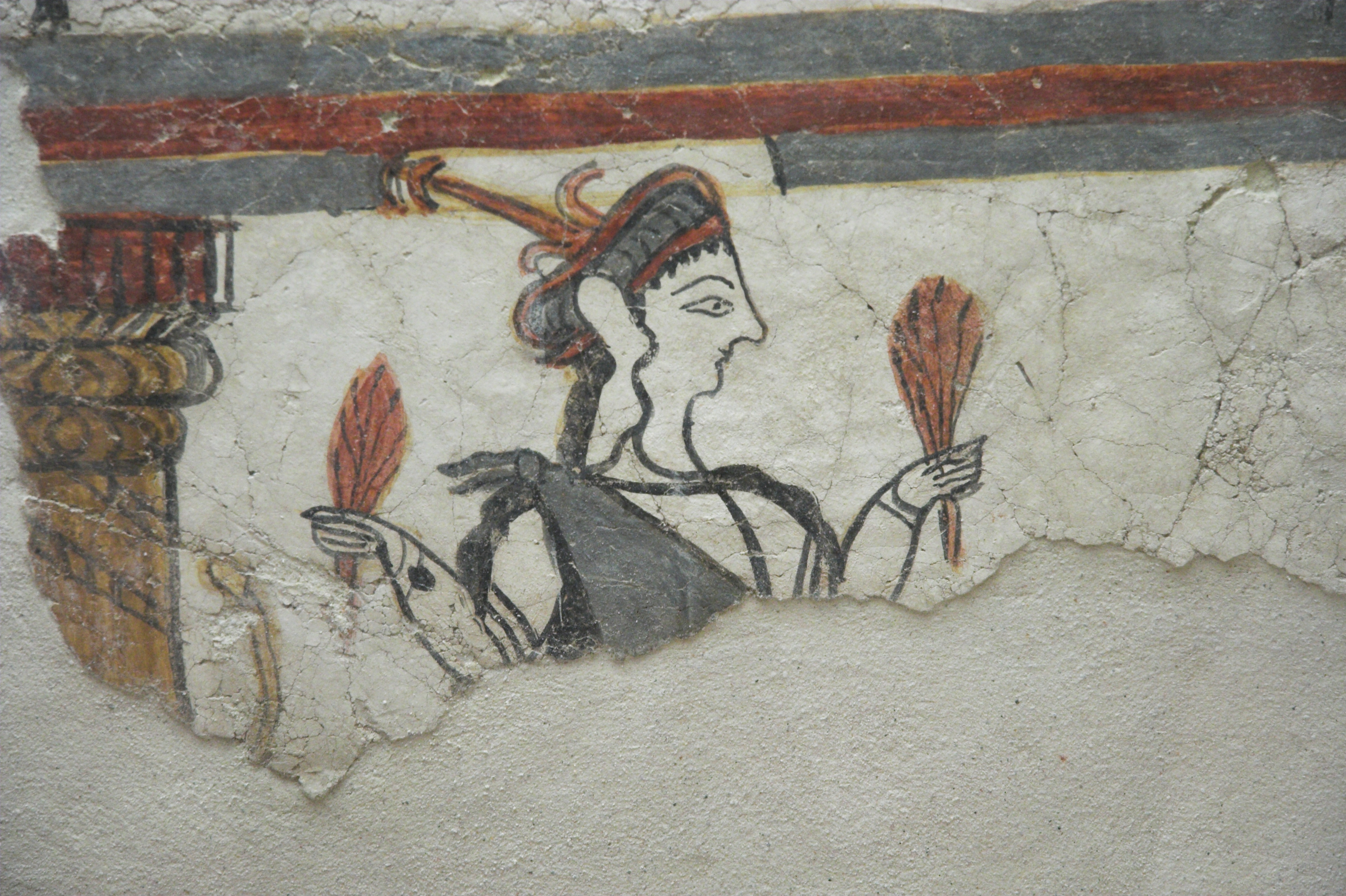
Pintura hallada en la Casa de la ciudadela que quizá represente una divinidad

- El Círculo de tumbas B (1650-1550 a. C.) es un conjunto de tumbas situado al oeste de la acrópolis de Micenas donde además fueron hallados ajuares funerarios. Se compone de varias tumbas en fosa y otra serie de tumbas pequeñas de forma rectangular excavadas en la roca. En total son veintiséis tumbas que se denominan con las letras del alfabeto griego. La más antigua es la tumba Heta (Ͱ), en forma de cista. En este complejo funerario la influencia cretense es poco marcada.

- El Círculo de tumbas A (siglo xvi a. C.) se halla dentro de las murallas, junto a la Puerta de los Leones. Contiene seis tumbas en fosa donde fueron hallados ajuares funerarios más ricos que en el Círculo B y con influencia cretense más marcada.

- En el exterior de la acrópolis hay varias tumbas de cúpula que están formadas por un corredor abierto (dromos), una puerta y una cámara donde las cúpulas son de planta circular y alzado elíptico. Entre ellas pertenecen al siglo xvi a. C. la Tumba Ciclópea, la de Epano Furno y la de Egisto; al siglo xv a. C. la de Panayía, la de Kato Furno y la del León; y al siglo xiii a. C. la de los Démones, la de Clitemnestra y la de Atreo. Destaca la tumba de Atreo (1250 a. C.), situada en la colina Panayitsa, a unos 40 m al suroeste de la acrópolis, que fue saqueada en la Antigüedad.

- El palacio real (1350-1330 a. C.) se compone de un gran patio central rodeado por una serie de edificios. Se accedía a él a través de un propileo. En el ala este del palacio están el Taller de los Artistas, donde se supone que debían vivir y trabajar los artesanos y artistas vinculados al palacio, y la Casa de las Columnas.

- Las murallas se construyeron en un estilo conocido como ciclópeo, debido a que los bloques de piedra usados eran tan enormes que en épocas posteriores se pensó que eran fruto del trabajo de los gigantes de un solo ojo llamados cíclopes. Los huecos que hay entre las grandes piedras se rellenan con piedras pequeñas. Una primera fase de las murallas se construyó hacía 1350 a. C., que fueron ampliadas hacia 1250 y nuevamente hacia 1200 a. C. Tenían dos puertas: la de los leones y la puerta norte.

- La Puerta de los Leones (1250 a. C.), formada por grandes bloques de piedra y cuyo dintel pesa unas 20 toneladas, es la ejecución arquitectónica más característica y conocida de Micenas. En la superficie triangular que está sobre ella se representa en relieve a dos felinos con las patas delanteras apoyadas en el altar de una columna minoica.

- Al sur del Círculo de tumbas A hay tres casas con espacios para vivienda y de almacenaje: son la Casa de la cratera de los guerreros —donde fue hallado el célebre vaso de los guerreros—, la Casa de la rampa (llamada así por estar a lo largo de una rampa) y la Casa sur.

- El Centro de Culto de Micenas (fines del siglo xiv-mediados del siglo xiii a. C.) está situado en la parte suroeste de la acrópolis. Se le ha llamado también «Casa de la Ciudadela» y luego «Casa de los Ídolos». Consta de un santuario oriental, al que se ha llamado «Templo», donde se hallaron estatuillas antropomorfas de terracota y de serpientes enroscadas que se supone que eran colocadas en palos y exhibidas en las ceremonias; un megaron o habitación; un santuario occidental, llamado «Habitación de los Frescos», que se cree que se dedicaba a una diosa de la fecundidad y donde se encontraron fragmentos de pinturas al fresco; y parte de la Casa de Tsountas, que se halla más al sur y se compone de almacenes, de un megaron y de un santuario dedicado probablemente a una divinidad de la guerra.

- Se conservan los restos de varias viviendas micénicas en el exterior de la acrópolis. También en el exterior hay un grupo de cuatro casas, al sur del Círculo de tumbas B, que se conocen como «Casa oeste», «Casa de las Esfinges» —donde se encontraron placas de marfil con esfinges talladas—, «Casa del comerciante de aceite»[Nota 1] —donde se hallaron jarras colocadas sobre unas bases donde se podía hacer fuego y tablillas con textos en lineal B— y «Casa de los Escudos» —donde se hallaron tallados escudos en forma de ocho—. Se cree que estas cuatro casas eran talleres de elaboración de perfumes.

- Una cisterna subterránea (siglo xiii a. C.) de 18 m de profundidad, situada dentro de la muralla, podía proporcionar agua a la acrópolis en caso de asedio.

Los objetos más valiosos hallados en los ajuares funerarios se exponen en el Museo Arqueológico Nacional de Atenas, mientras el Museo Arqueológico de Micenas alberga otros hallazgos, maquetas y textos explicativos de la historia de las excavaciones y de los logros y la forma de vida de los micénicos.

### Inscripciones en lineal B

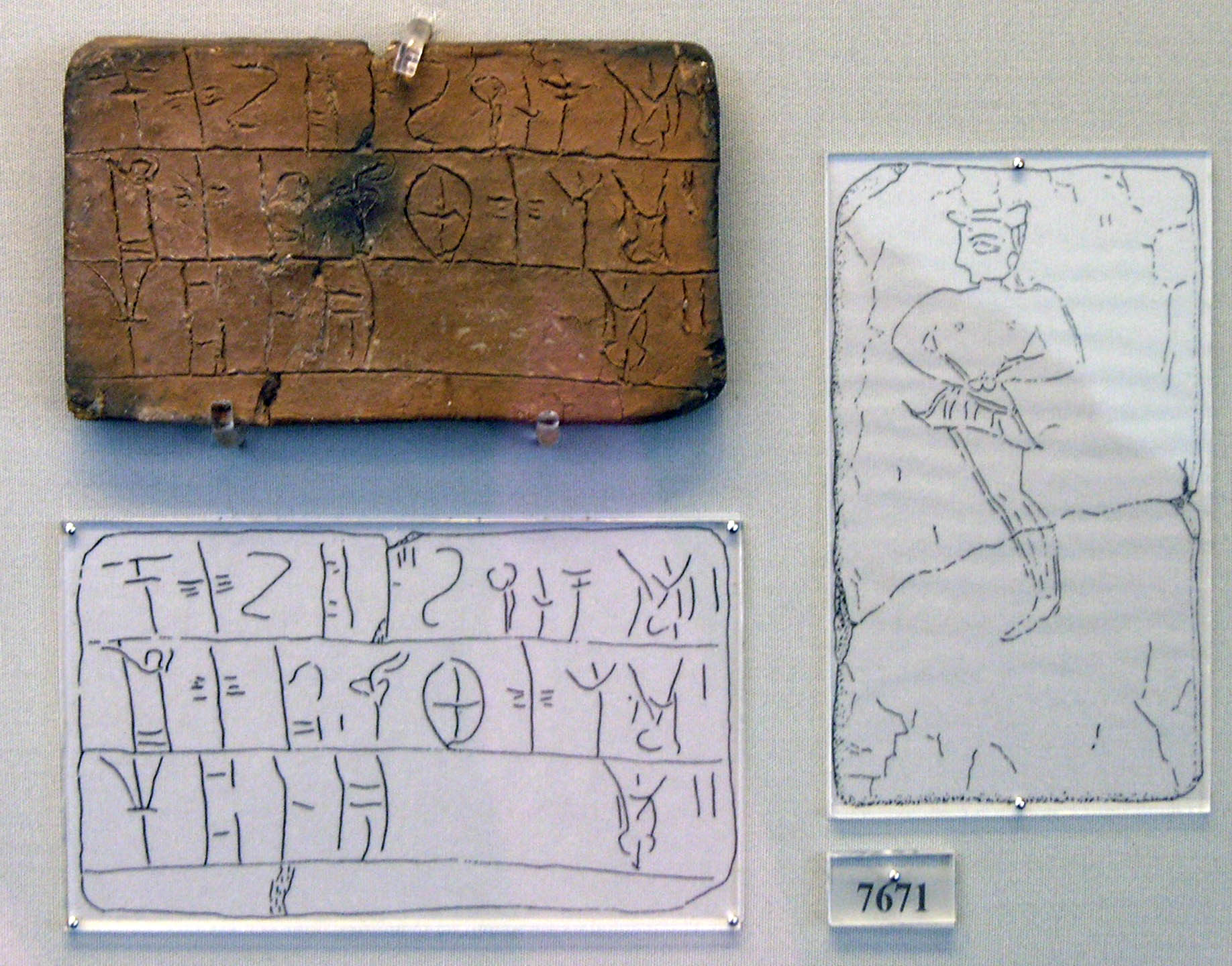
Tablilla de arcilla de Micenas (MY Oe 106) escrita en lineal B, procedente de la «Casa del comerciante de aceite». La tablilla registra asignaciones de pequeñas cantidades de lana a tres personas, que podrían ser trabajadores textiles. El reverso tiene grabada una figura masculina. Datada en torno al 1250 a. C. Museo Arqueológico Nacional de Atenas

En Micenas se encontraron 65 tablillas con inscripciones en lineal B y 8 nódulos: 31 tablillas en la «Casa del comerciante de aceite», 10 en la «Casa de las Esfinges» (además de 7 nódulos), 12 en la «Casa oeste», 8 en la «Casa de la ciudadela» (además de 1 nódulo) y 4 en la «Casa de los Escudos», la «Casa de las Columnas», en el noroeste de la acrópolis y cerca de la Tumba del León. Todos ellos están fechados entre 1250 y 1200 a. C. Estas inscripciones contienen registros de lana, aceite, vasijas, especias o plantas aromáticas, entre otros, y algunos de ellos se han interpretado como documentos fiscales. En una tablilla se asignan camas a diferentes mujeres. A diferencia de otros centros de la civilización micénica, no aparecen documentados títulos de altos cargos y aparece solo una divinidad (si-to po-ti-ni-ja, la Señora de las mieses). Los estudiosos han distinguido quince escribas distintos de los documentos en lineal B de Micenas. También hay documentadas numerosas inscripciones en lineal B en recipientes de cerámica, que en la mayor parte de los casos identifica el nombre de la persona que hizo el vaso o que lo envió.